# Johanna nőpápa
Johanna nőpápa (Johanna papissa) vagy Johannes Anglicus (Angliai János) a 13. században keletkezett, ismeretlen francia szerző által írt legenda egy nőpápáról, aki IV. Leó pápa (855) és III. Benedek pápa (858) közt uralkodott volna. A legenda szerint egy Ágnes (más variánsokban Gilberta, stb.) nevű, mainzi származású nő volt, aki Athénben tanult, majd Rómába került, ahol tanított. Később pápává választották, s János néven két évig és hét hónapig uralkodott. Egy Lateránban tartott körmeneten gyermeket szült, így lepleződött le. 
A legenda először a troppaui Martinus Polonusnak a pápák és császárok életét tárgyaló krónikájában bukkan fel. A középkorban rendkívül népszerű szerző nyomán általánosan is ismertté és elfogadottá lett, bár Aeneas Sylvius Piccolomini, Johannes Turmair, Bartholomaeus Platina és Blondel de Nesle trubadúr is cáfolták. Rengeteg irodalmi feldolgozása közül az egyik legjobban sikerült Emmanuel Roidisz regénye (Johanna papissa). Maga a legenda minden történeti alapot nélkülöz, egyes motívumai azonban megmagyarázhatóak a pápaság korabeli kül- és belpolitikai viszonyaival, a pápák erkölcsi állapotával, illetve egy lateráni szoborhoz kapcsolódó mondával.
Történetileg nem bizonyítható, hogy valóban létezett egy nőpápa. A legenda és a közös emlékezet azonban szilárdan tartja magát arról, hogy a 9. században az egyik pápa valójában nő volt, sőt még gyermeket is szült.

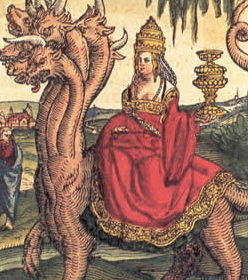
Johanna pápissa tarotkártya

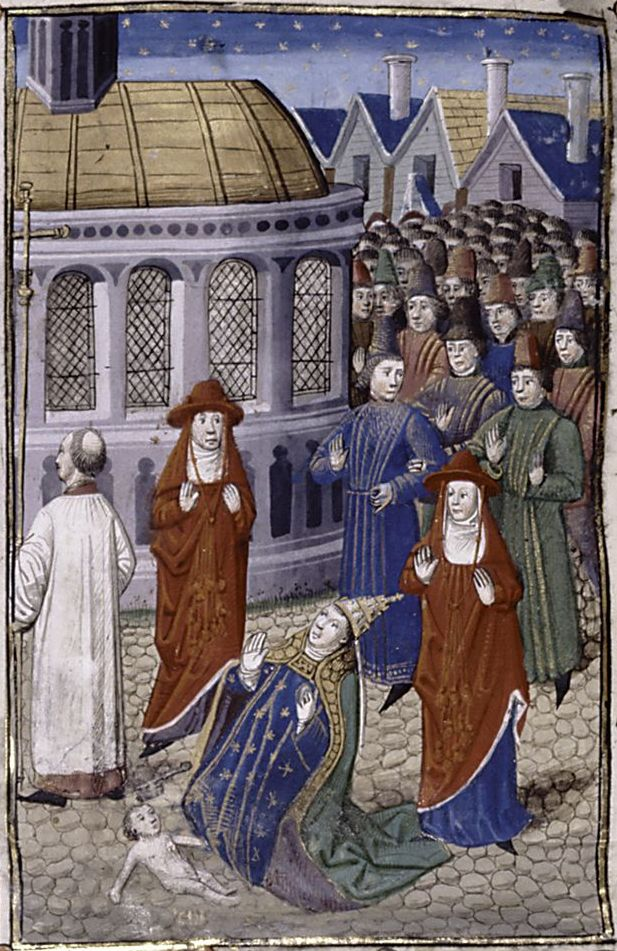
Johanna pápissa gyermeket szül (14. századi kódexillusztráció)

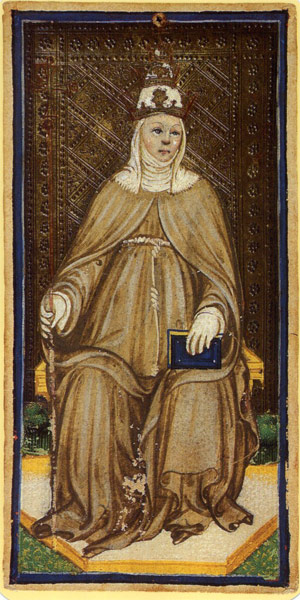
Főpapnő tarotkártya

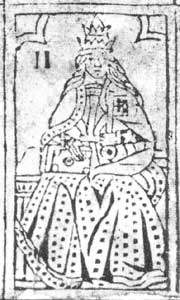
La Papessa tarotkártya

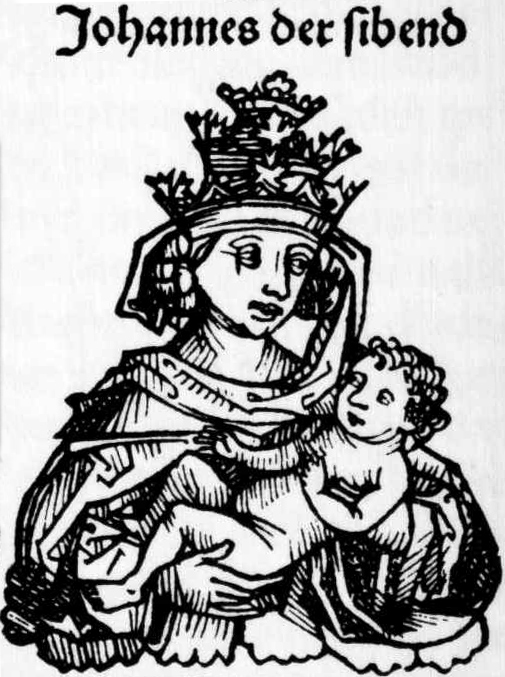
Joannes septimus tarotkártya

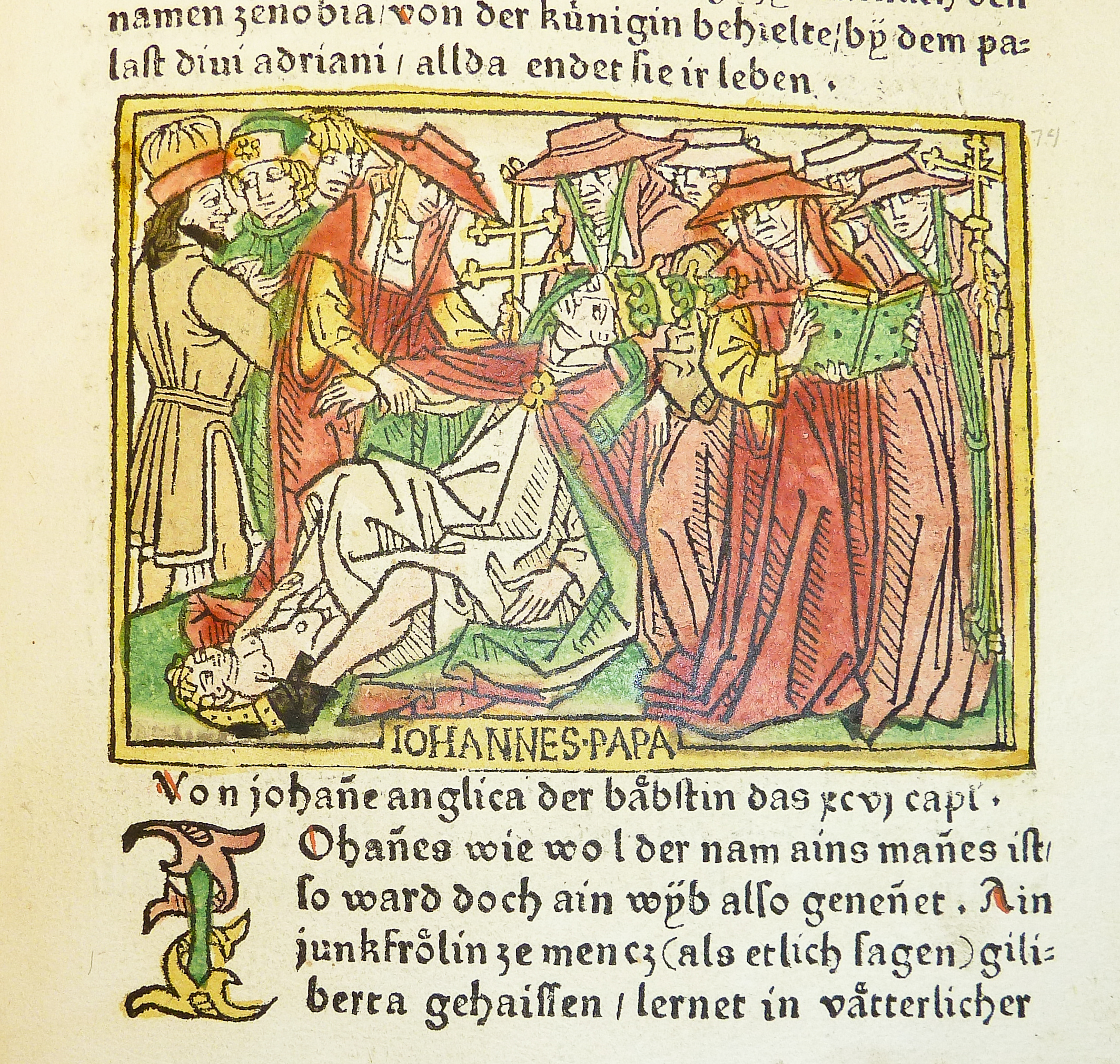
Johanna pápissa gyermeket szül (15. századi kódexillusztráció)

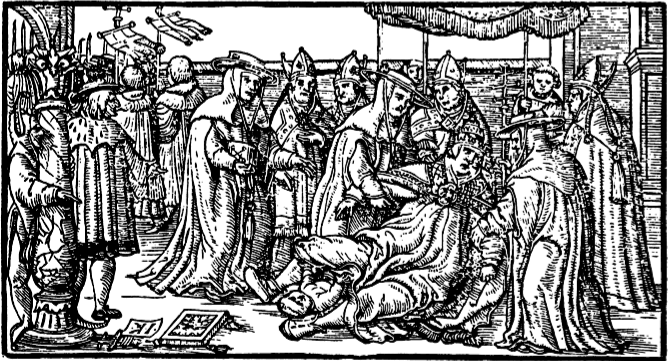
Johanna pápissa gyermeket szül (kódexillusztráció)

## A legenda
Egy 13. század óta ismert monda szerint, melynek hitelességében maguk a pápák is hittek, létezett egy női pápa is. Johannának hívták és Mainzból származott. Johannes Anglicus néven férfiként lépett fel, és 855-től állítólag két éven át ült a pápai trónon. Amikor női mivoltára fény derült, száműzték. 
A legenda eredeti formája szerint a 11. század végén uralkodott egy női pápa, kinek neve ismeretlen. 1277-ben Martin von Troppau krónikájában a 9. századra helyezi az eseményt, és kiegészíti azt a pápanő terhességével és egy körmenet alatti szüléséről. A történet szerint Johanna 818-ban Ingelheimban született egy angol misszionárius és egy szász cseléd gyermekeként. Szülei halála után kolostorba került, ahol kitűnt tehetsége és tanulékonysága. Később megpróbált szerzetesnek öltözve bejutni egy fuldai apátságba. Leleplezték, és menekülnie kellett. Athénba került, és itt fejezte be tanulmányait. Innen Rómába ment, és férfinek öltözve tehetsége és tudása segítségével a legfelső körökig emelkedett. 855-ben IV. Leó pápa halála után pápává választották. Egy pápai titkár teherbe ejtette (a legenda az apát nem nevezi meg). Egy körmenet folyamán a Via Sacra közepén összeesett, és mindenki legnagyobb döbbenetére megszülte gyermekét. Egy verzió szerint a pápanő és gyermeke belehalt a szülésbe, és ott helyben el is temették, egy másik változat szerint kolostorba száműzték. Egyéb források szerint őt, gyermekét és gyermeke apját felakasztották, meglincselték, megkövezték vagy ló farkához kötötték. Más források tudni vélték, hogy gyermeke mégis túlélte a szülést, és később Ostia püspöke lett.
A legenda egy további változata szerint a körmenetben részt vevő papok a végzetes esemény helyszínén megölték Johannát, és elföldelték ott helyben. A sír fölé állítólag egy kápolnát emeltek, amelyben egy asszonyszobor állt, karján csecsemővel. III. Benedek azután ezt a kápolnát leromboltatta és a szobrot összetörette.
A magyar forrásokban használatos elnevezések Johanna nőpápa illetve Johanna pápissa. Ezek az elnevezések azonban logikailag hibásak. Csak később rögzültek a történethez. A legendák egyöntetűen megegyeznek abban, hogy a női pápa nem női mivoltában foglalta el a pápai trónt. Tehát sohasem használta a Johanna pápanő vagy pápissa nevet! Az idegen nyelvű források is zömében az Angliai János latin megfelelőjét használják.

## Ellenérvek
A női pápa történetével még a konstanzi zsinaton is foglalkoztak a pápai hatalomról szóló vitában. Később II. Piusz, a leendő tudós pápa megpróbálta megdönteni a legendát, kevés sikerrel. A 16–17. századi protestáns írók a pápaság elleni támadásaikhoz használták fel a történetet. Ezért érdekes, hogy az első komolyabb támadást David Blondel kálvinista író intézte a történet ellen. 1647-ben megjelent értekezésének címe: Kötetlen elmélkedés arról a kérdésről: igaz-e, hogy egy nő ült a római pápai trónon
A 19. században a történet hitelességét először Aurelio Bianchi-Giovini (1865) és Ignaz von Döllinger (1890) kérdőjelezte meg. A mai tudósok alapvetően elvetik a nőpápa történetét.
Számtalan, a pápanő legendáját megmagyarázni próbáló elmélet létezik. Az egyik magyarázat szerint a történet gyökere az I. Theophylakt tusculumi gróf leszármazottaihoz köthető, pontosabban Maroziához, XI. János pápa anyjához és az ő anyjához, Theodorához, akik kevesebb mint egy évtized alatt nyolc pápát juttattak a trónra, majd fosztottak meg attól. Így a tényleges hatalom az ő kezükben volt (ezt az időszakot illették pornokrácia gúnynévvel). Caesar Baronius történetíró szerint a mítosz egy szatíra VIII. János pápáról (872–882) az I. Phótiosz konstantinápolyi pátriárkával szembeni gyengesége miatt. 
Egy harmadik elmélet szerint III. Benedek csak az egyház által kitalált pápa volt, amit az is bizonyítana, hogy fent említettről alig maradt fent információ. A katolikus egyház őt találta volna ki Johanna pápanő helyett, akit a 17. században töröltek a történelemből. Egy következő elmélet IV. Leó és III. Benedek uralkodása közé teszi, de erre semmilyen írásos forrás nem utal.
Személyét számtalan (de általában megbízhatatlan) történelmi és egyházi forrás említi a 17. századig, többek között az Anastasius Bibliotecarius ellenpápa Liber Pontificalis-a és a mainzi Marianus Scotus Chronicon-jának kézirata. A legendákban feltűnő nevek: Johannes Anglicus, Johanna, Jutta, Jutte, Gilberta, Agnes és Glancia.

## Létezésére utaló történelmi adatok
A história legbizarrabb bizonyítékaként a lateráni bazilikában található egy pápai trón, az úgynevezett „Sella stercoraria”, melynek közepén egy lyuk bevágással található. Ennek állítólagos célja az volt, hogy ellenőrizhető legyen a pápa neme, elkerülendő egy ilyen skandalum újbóli bekövetkezte. Mások azt állítják, erre a procedúrára azért volt szükség, hogy a pápai székbe ne ülhessen se kasztrált, se körülmetélt (tehát zsidó) férfi. A vizsgálatot egy segédlelkész végezte, az eredményt pedig „habet” (van neki) kijelentéssel jelezte. Más források szerint pedig így hangzott: „Mas nobis nominus est” (A választottunk férfi.).
A történet hívői bizonyítéknak tekintik továbbá azt az anya-gyermek szobrot, amely a Colosseum és a Szent Kelemen-bazilika közötti sikátorban található, ahol állítólag a pápai menet megtorpant és a nőpápa világra hozta gyermekét. A későbbi körmenetek elkerülték ezt a helyet a szégyen miatt, amit az eset a pápaság intézményére hozott.
A sienai katedrálisban a pápák mellszobrai között több mint kétszáz évig látható volt egy szobor ezzel a felirattal: Johannes VIII, Femina ex Anglia, azaz "VIII. János pápa, egy nő Angliából". VIII. Kelemen pápa rendeletére 1601-ben a szobrot Zakariás pápa képére alakították át.
Kivonat Martinus Polonus krónikájából 1274-ből:
„Ez után a Leó után uralkodott Johannes Anglicus Mainzból, 2 év 7 hónap 4 nap (…) Ez a Johannes, mint megbizonyosodunk, egy nő volt, aki (…) különböző tudományágakban oly módon tündökölt, hogy senkihez nem volt mérhető. (…)
Pápaként egy bizalmasa teherbe ejtette. A születés időpontjáról mit sem tudva megszül, amikor a Szent Péterből [a mai székesegyház elődjére utalhat] a Lateránba tartott, egy szűk utcácskában a Colosseum és a Szent Kelemen templom között, és halála után, mint mondják, itt lelt örök nyugodalmat.”
Ezt a szűk utcát korábban Via Sacrának hívták és a botrány után a pápák évszázadokig elkerülték. Ma Via San Giovanninak hívják és rehabilitálták, ellentétben Johanna pápanővel, akinek történelmi létezését a katolikus egyház tagadja. Azonban a nép ajkán megőrződött a történet népdalokban és vaskos tréfákban, amit nem csak a rómaiak dörgöltek az egyház orra alá.
Egy kortársa, az ellenpápa Anastasius Bibliotecarius említi meg először. Scotus Pápák krónikájában is szerepel egy sokatmondó bejegyzés:
„A.D. 854 Lotharii 14, Johanna, egy asszony, Leó utódja, 2 év 5 hónap és 4 nap a hivatalban.”
De Gemlour's krónika:
„Hírt adnak róla, hogy János egy nő volt, akit egy szolgája megejtett. A pápanő, aki másállapotba került egy gyermeket hozott a világra, ezért néhányan nem számolják a Pontifexek közé”.
Thomas Elmham hivatalos listája:
„A.D. 855, Johannes. Ez a bejegyzés nem számít. Egy nő volt.”
Korai egyházi dokumentumokban szerepel ugyan július 17., mint IV. Leó halálának dátuma, de az évszám hiányzik, elképzelhető hogy mesterségesen meghosszabbították regnálásának időpontját a krónikákban.

## Fordítás
- Ez a szócikk részben vagy egészben  a   Päpstin Johanna című német Wikipédia-szócikk fordításán alapul.  Az eredeti cikk szerkesztőit annak laptörténete sorolja fel. Ez a jelzés csupán a megfogalmazás eredetét és a szerzői jogokat jelzi, nem szolgál a cikkben szereplő információk forrásmegjelöléseként.